# Mirosław Milewski (duchowny)
Mirosław Milewski (ur. 26 lutego 1971 w Ciechanowie) – polski duchowny rzymskokatolicki, doktor nauk humanistycznych, biskup pomocniczy płocki od 2016.

## Życiorys
Urodził się 26 lutego 1971 w Ciechanowie w rodzinie Edwarda i Zenony Milewskich. Studia odbył w Wyższym Seminarium Duchownym w Płocku. 14 czerwca 1997 został wyświęcony na prezbitera przez biskupa diecezjalnego płockiego Zygmunta Kamińskiego. Inkardynowany został do diecezji płockiej. Od 1998 studiował na Katolickim Uniwersytecie Lubelskim. W 2004 na podstawie dysertacji Społeczne uwarunkowania postaw młodzieży wobec AIDS (na przykładzie szkół średnich Płocka) uzyskał tamże doktorat z nauk humanistycznych w zakresie socjologii.
Był wikariuszem w parafii św. Józefa w Zakroczymiu, a podczas studiów doktoranckich kapelanem karmelitanek klauzurowych w Dysie. W 2004 został pracownikiem płockiej kurii diecezjalnej. W 2008 objął urząd kanclerza kurii, a w 2009 wikariusza generalnego. Wszedł w skład rady kapłańskiej i kolegium konsultorów. W 2012 otrzymał godność kapelana Jego Świątobliwości.
W 2005 podjął wykłady w seminarium duchownym w Płocku, gdzie przez dwa lata był również prefektem ds. wychowawczych. Na Uniwersytecie Kardynała Stefana Wyszyńskiego w Warszawie prowadził wykłady z socjologii i katolickiej nauki społecznej. W latach 2007–2008 piastował stanowisko dyrektora Soborowego Studium Teologiczno-Pastoralnego.
23 stycznia 2016 papież Franciszek mianował go biskupem pomocniczym diecezji płockiej ze stolicą tytularną Villa Nova. Święcenia biskupie przyjął 27 lutego 2016 w katedrze płockiej. Głównym konsekratorem był biskup diecezjalny płocki Piotr Libera, a współkonsekratorami arcybiskup Celestino Migliore, nuncjusz apostolski w Polsce, i kardynał Kazimierz Nycz, arcybiskup metropolita warszawski. Jako dewizę biskupią przyjął słowa Nie lękajcie się z Ewangelii wg św. Mateusza.
W ramach Konferencji Episkopatu Polski w 2016 objął funkcję krajowego asystenta kościelnego Akcji Katolickiej w Polsce.